# (3520) Klopsteg
(3520) Klopsteg es un asteroide perteneciente al cinturón de asteroides, descubierto el 16 de septiembre de 1952 por el equipo de la Universidad de Indiana desde el Observatorio Goethe Link, Brooklyn (Estados Unidos).

## Designación y nombre
Designado provisionalmente como 1952 SG. Fue nombrado Klopsteg en honor al físico estadounidense Paul E. Klopsteg.